# Sublime (film)
Sublime è un film del 2007 diretto da Tony Krantz.

## Uscite internazionali
- Uscita negli  USA: 28 febbraio 2007
- Uscita nel  Regno Unito: 11 giugno 2007
- Uscita in  Australia: 6 giugno 2007
- Uscita in  Germania: 15 giugno 2007
- Uscita in  Ungheria: 17 luglio 2007
- Uscita in  Giappone: 24 agosto 2007
- Uscita in  Grecia: 28 agosto 2007